# Национална гимназия за приложни изкуства „Свети Лука“
Националната гимназия за приложни изкуства „Свети Лука“ е средно специално художествено училище, намиращо се в София.

## История
НГПИ „Свети Лука“ е създадено като занаятчийско училище през 1953 г., преобразувано по-късно в Техникум по художествени занаяти. През 1975 г. става Средно специално художествено училище за приложни изкуства, а през 2009 г. – Национална гимназия за приложни изкуства „Св. Лука“.

### Специалности
- „Художествена тъкан“
- „Рекламна графика“
- „Пространствен дизайн“
- „Силикатен дизайн“
- „Детски играчки“
- „Художествена дърворезба“
- „Художествена обработка на метал“
- „Моден дизайн“

Изучават се рисуване, живопис, скулптура, история на изкуството, компютърна графика. Осигурява основна професионална подготовка, достатъчна за започване на самостоятелна дейност. При завършване на училището се издават дипломи за професиите художник и дизайнер.
Гимназията е носител на международна награда „Платинена звезда“ – Мадрид 1999 г. и „Златна книга“, награда на Съвета на европейската научна и културна общност.
Училището е на подчинение на Министерството на културата. В него работят изявени български художници.
Учениците ежегодно организират изложби и участват в представителни изложби и конкурси в България и чужбина.